# Dreieck Hannover-Süd
Dreieck Hannover-Süd is een knooppunt in de Duitse deelstaat Nedersaksen.
Op dit onvolledig knooppunt ten zuiden van de stad Hannover sluit de A37 vanuit Hannover aan op de A7 Hamburg-Kassel.
Dit knooppunt is een onvolledig knooppunt omdat het alleen van en naar het zuiden gebruikt kan worden.

## Geografie
Het knooppunt ligt in de stad Sehnde in de Regio Hannover. De omringende steden en dorpen zijn Hannover en Laatzen.
Het knooppunt ligt ongeveer 13 km ten zuidoosten van het centrum van Hannover, ongeveer 20 km ten noorden van Hildesheim en ongeveer 45 km Ten westen van Braunschweig. Enkele kilometer ten noordoosten van van het knooppunt ligt het Mittellandkanal dat door da A7 gekruist wordt.

## Naamgeving
Het knooppunt is vernoemd naar de 520.000 inwoners tellende stad Hannover. Het is een van zes knooppunten die naar Hannover vernoemd is.

## Configuratie
De A7 is met 2x3 rijstroken uitgebouwd, de A37 telt 2x2 rijstroken en bedient het beursterrein en de stad Hannover, terwijl de A7 langs de oostkant van Hannover loopt en het doorgaande verkeer verwerkt. Het knooppunt ligt circa 90 meter boven zeeniveau in bebost gebied en is het hoogstgelegen knooppunt rond Hannover.

## Geschiedenis
In 1962 is de A7 opengesteld tussen het Kreuz Hannover/Kirchhorst en Hildesheim. Wanneer de A37 is opengesteld is niet bekend, maar voor 1966.

## Verkeersintensiteiten
Dagelijks passeren ongeveer 70.000 voertuigen het knooppunt.
| Van                    | Naar                             | Gemiddeld aantal voertuigen per dag | Percentage vrachtverkeer |
| ---------------------- | -------------------------------- | ----------------------------------- | ------------------------ |
| AS Laatzen (A 7)       | AD Hannover-Süd                  | 55.100                              | 16,2 %                   |
| AD Hannover-Süd        | AS Hildesheim-Drispenstedt (A 7) | 65.500                              | 20,5 %                   |
| AS Messegelände (A 37) | AD Hannover-Süd                  | 20.100                              | 05,5 %                   |

## Richtingen knooppunt
| Aansluitende wegen                  | Aansluitende wegen | Aansluitende wegen | Aansluitende wegen | Aansluitende wegen           |
| ----------------------------------- | ------------------ | ------------------ | ------------------ | ---------------------------- |
| richting Hamburg Dortmund / Berlijn |                    |                    |                    |                              |
|                                     |                    |                    |                    |                              |
| richting Hannover / Messe           |                    |                    |                    |                              |
|                                     |                    |                    |                    |                              |
|                                     |                    |                    |                    | richting Hildesheim / Kassel |